# انتخابات ۲۰۲۰ مجلس ونزوئلا
انتخابات ۲۰۲۰ مجلس ونزوئلا (انگلیسی: 2020 Venezuelan parliamentary election) برای برگزیدن ۱۶۷ نماینده مجلس ملی این کشور است که قرار است در ۲۰۲۰ برگزار شود.

## پیشینه
در جریان بحران قانون اساسی در ونزوئلا، ارگان دیگری در مجلس قانونگذاری این کشور در ۲۰۱۷ شکل گرفت تا قانون‌اساسی ونزوئلا را بازنویسی کند و یک رئیس‌مجلس ملی برای آن برگزیده شد. از آن پس، دو مجلس قانونگذاری به‌طور موازی عمل می‌کنند، مجلس شورای ملی در مخالفت با نیکلاس مادورو رئیس‌جمهور شکل گرفت، و مجلس مؤسسان حامیان اصلی مادورو است. پس از انتخابات مجلس شورای ملی در ماه مه ۲۰۱۹ ، انتظار می‌رفت دوره این مجلس در ۳۱ دسامبر ۲۰۲۰ به پایان برسد، آنچنانکه بر اساس قطعنامه اوت ۲۰۱۷ مدت اعتبار این مجلس برای دو سال تعیین شده بود.
در ۲۰۱۸، نیکلاس مادورو پیشنهاد برگزاری انتخابات پارلمانی را همزان با  انتخابات ریاست جمهوری مطرح کرد که بین آوریل و مه ۲۰۱۸ برگزار شود. با این حال متعاقباً پیشنهاد مادورو برای برگزاری انتخابات توسط مجلس ملی رد شد، و مطرح گردید که برگزاری هر دو انتخابات در یک زمان موضوع را بسیار پیچیده می‌کند.
در فوریه ۲۰۱۹، مادورو از برگزاری یک انتخابات زودرس حمایت کرد و آن را اعلام نمود. او طی یک سخنرانی و در یک راهپیمایی از طرفداران دولت خواست تا بیستمین سالگرد پیروزی انقلاب را به رهبری رئیس‌جمهور سابق هوگو چاوز برگزار کنند.
از نوامبر سال ۲۰۱۹، خوان گوایدو و استالین گونزالس به همراه ویسنتا دیاز، رئیس پیشین شورای ملی انتخابات، اعلام کردند که برگزاری این انتخابات بحران کنونی در سراسر کشور را حل نخواهد کرد. خوان گوایدو نیز گفت مخالفان در هیچ جایی که به حل بحران کمک نکند، شرکت نخواهند کرد.

## سیستم انتخابات
۱۶۷ عضو مجلس ملی تشکیل شده‌است از ۱۱۳ کرسی که با روش انتخابی ترجیحی تعیین می‌شوند. در این روش حائزین آرای بیشتر و نه لزوماً اکثریت آرا برنده انتخابات محسوب می‌شوند، ۵۱ نفر با نمایندگی تناسبی انتخاب می‌شوند و ۳ نفر به اعضای جامعه بومی اختصاص پیدا می‌کند.